# Аполлон-11
«Аполлон-11» (англ. Apollo 11) — американський пілотований космічний корабель серії «Аполлон», який уперше доставив людей на поверхню Місяця 20 липня 1969 року.
Для командного модуля астронавти обрали позивний «Колумбія» (англ. Columbia), для місячного модуля — «Ігл» (англ. Eagle — Орел). «Колумбія» — назва статуї на будівлі Конгресу США у Вашингтоні і корабля, в якому летіли на Місяць герої роману Жуля Верна «Із Землі на Місяць». Емблема експедиції — орел над поверхнею Місяця, який тримає у кігтях оливкову гілку.

## Екіпаж

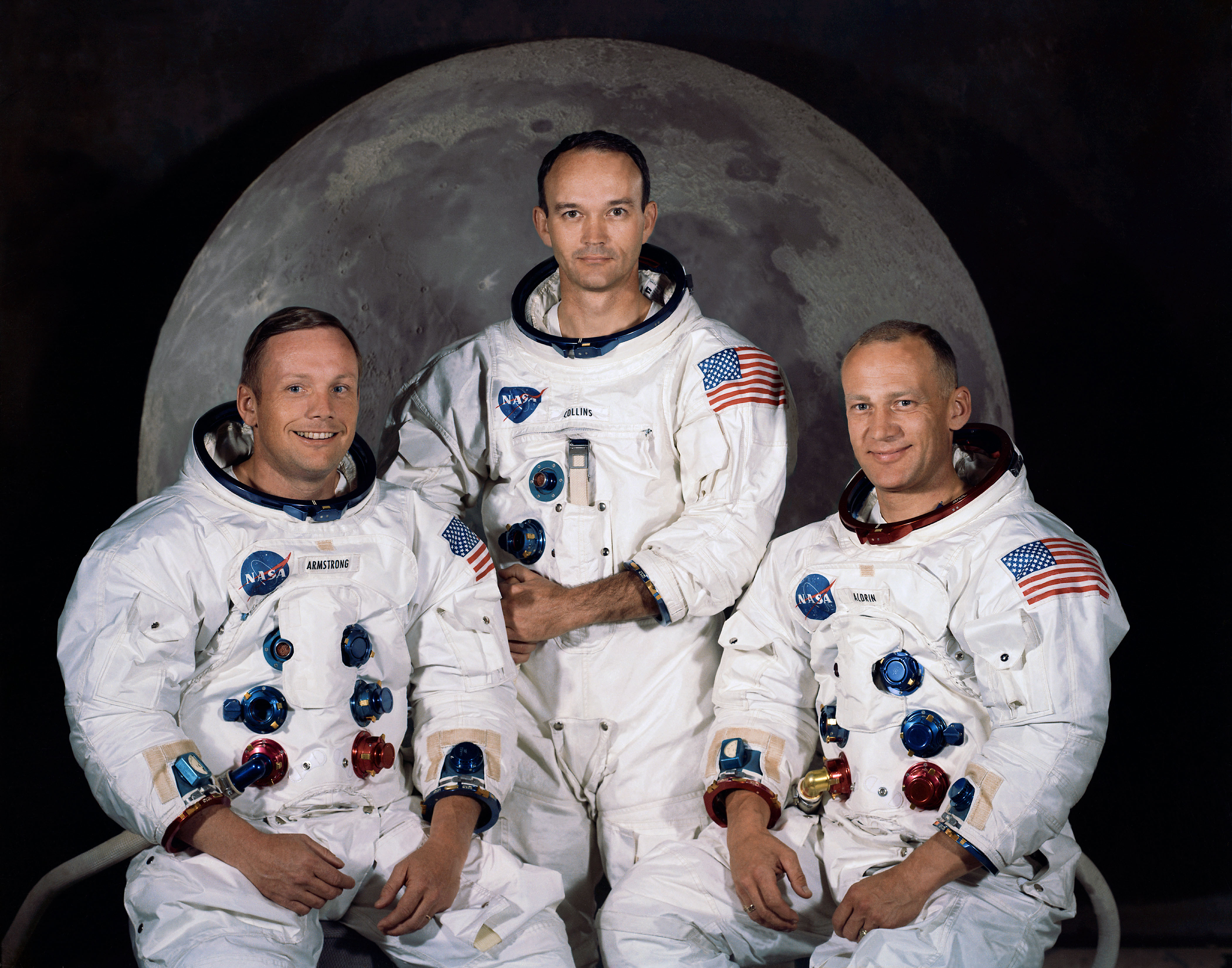
Екіпаж «Аполлона-11». Зліва направо: Ніл Армстронг, Майкл Коллінз, Едвін (Базз) Олдрін.

- Командир — Ніл Армстронг
- Пілот командного модуля — Майкл Коллінз
- Пілот місячного модуля — E. (Базз) Олдрін молодший

## Опис
Апарат складався з триступеневої ракети-носія «Сатурн V» (ступені S-IC, S-II і S-IVB), відсіку приладів, місячного модуля (LM-5), корабля «Аполлон-11» («Блок II» № 107) у складі командного і службового відсіків, системи аварійного порятунку на старті.

## Політ

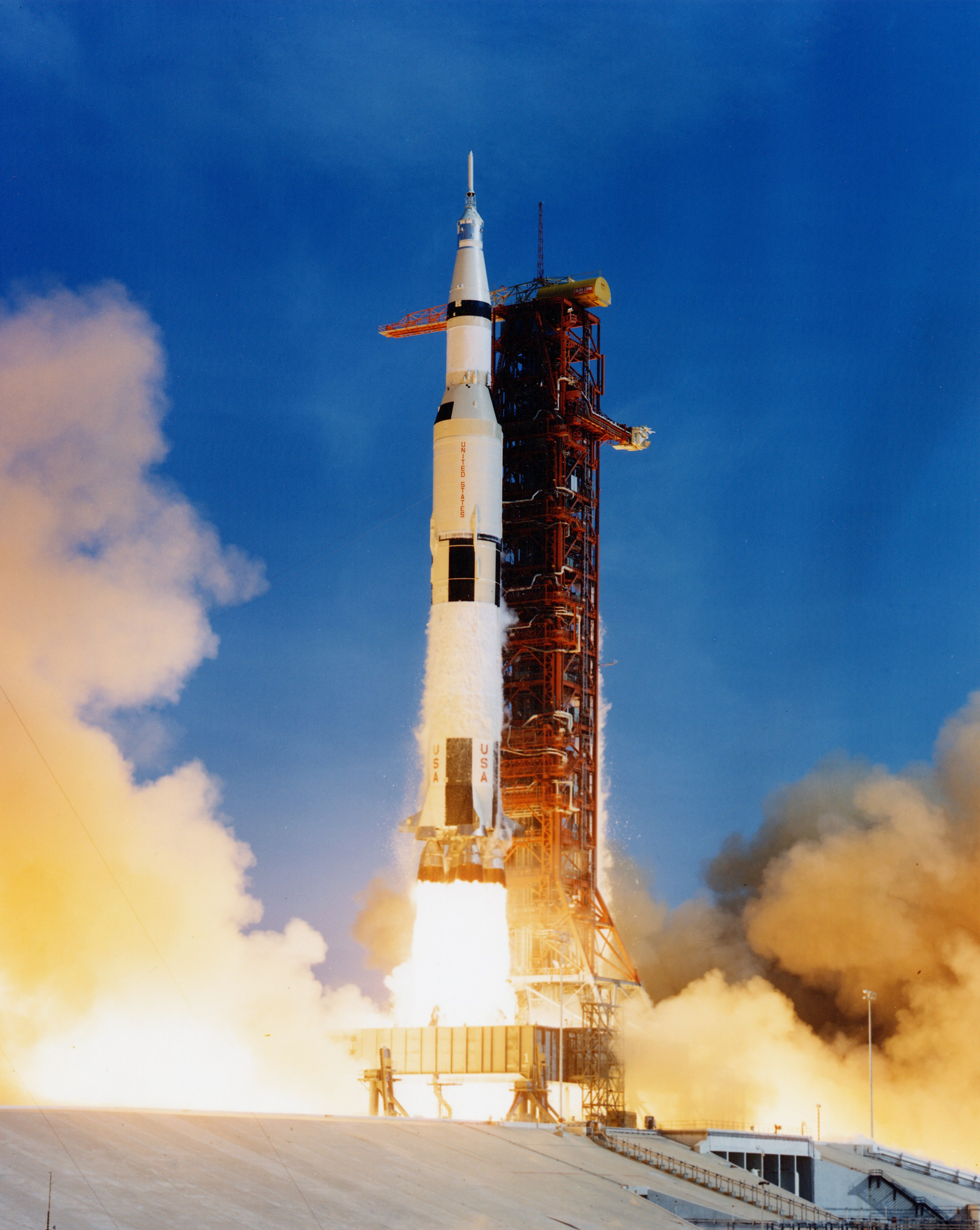
Ракета-носій «Сатурн V», що несе «Аполлон-11», через 1-2 секунди після старту 16 липня 1969 року.

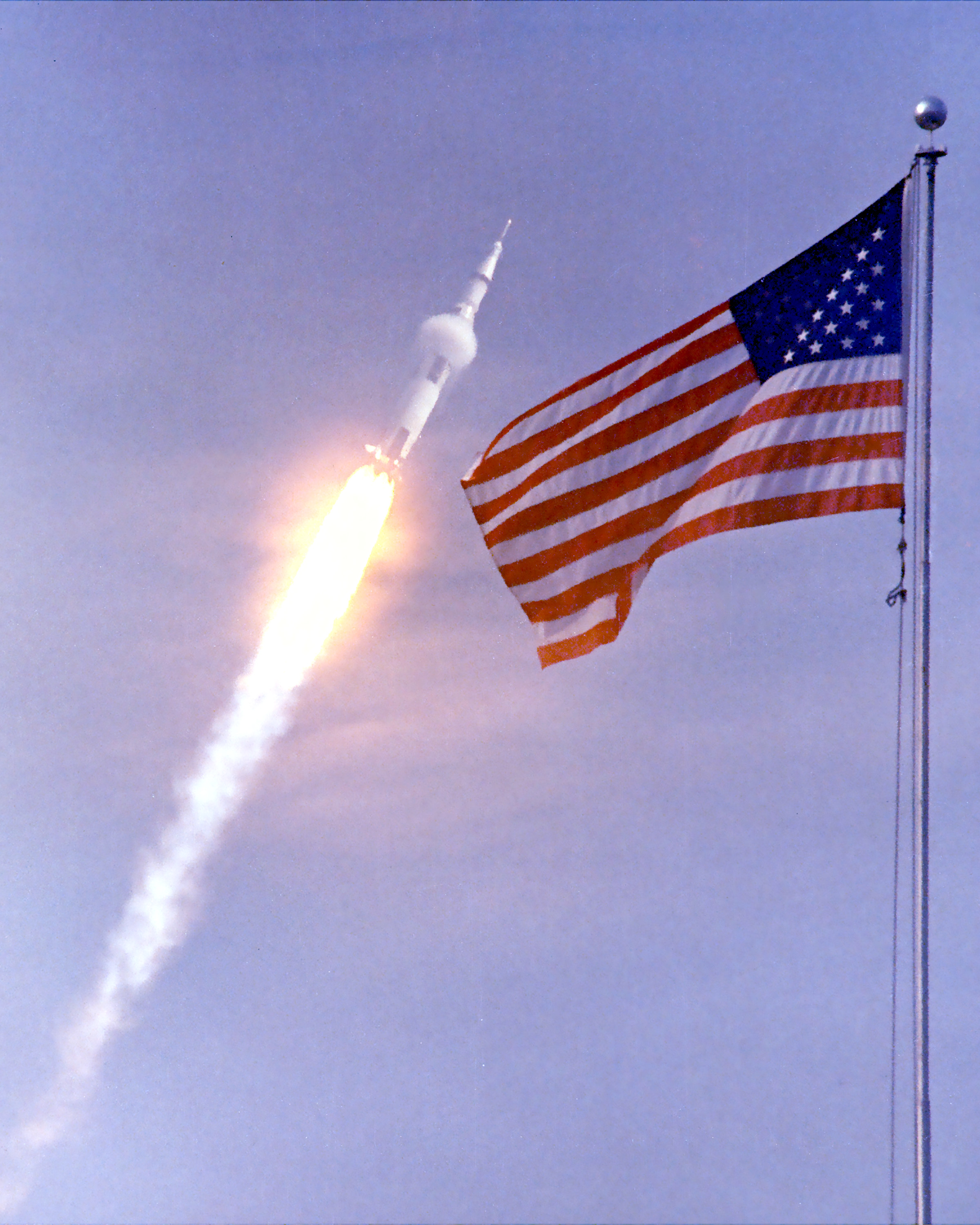
Конденсаційний слід при досягненні кораблем «Сатурн V» швидкості звуку, 1 хвилина польоту.

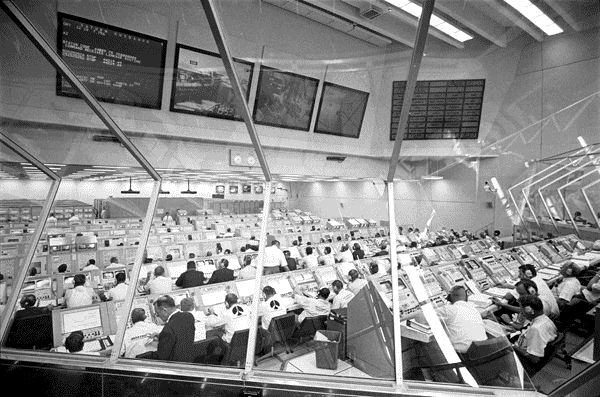
Інженери в Центрі управління польотами

### Завдання польоту
- Посадка на Місяць у західній частині Моря Спокою («База Спокою»).
- Збір зразків місячного ґрунту.
- Фотографування поверхні Місяця.
- Встановлення на поверхні Місяця приладів.
- Телевізійні сеанси з поверхні Місяця.

#### Передстартова підготовка
За шість діб до старту був виявлений витік з одного з балонів стиснутого гелію, розміщених у баку окиснювача першого ступеня ракети-носія. Двоє техніків зайшли до баку, затягли гайку на балоні і ліквідували витік.
У Центрі управління запуском серед почесних гостей був колишній президент США Ліндон Джонсон, віцепрезидент Спіро Агню і піонер німецької ракетної техніки 75-річний Герман Оберт. На космодромі та у прилеглих районах старт спостерігало близько 1 млн осіб, а телевізійну трансляцію старту дивилося близько 1 млрд жителів планети з різних країн світу.

### Запуск
Корабель «Аполлон-11» стартував 16 липня 1969 року о 13 годині 32 хвилини за Гринвічем.
Двигуни всіх трьох ступенів ракети-носія відпрацювали за розрахунковою програмою і корабель було виведено на геоцентричну орбіту, близьку до розрахункової.

## Старт з навколоземної орбіти і політ до Місяця
Після виходу останнього ступеня ракети-носія з кораблем на геоцентричну орбіту екіпаж протягом двох годин перевіряв бортові системи.
О 2:44:22 польотного часу на 347 секунд було увімкнено двигун останнього ступеня ракети-носія для переведення корабля на траєкторію польоту до Місяця.
О 3:26 польотного часу почався маневр перебудови відсіків, який завершився з першої спроби через сім хвилин.
О 4:30 польотного часу корабель (командний і місячний модулі) відокремився від останнього ступеня ракети-носія, відійшов на безпечну відстань і розпочав самостійний політ на Місяць.
За командою із Землі було злито компоненти палива з останнього ступеня ракети-носія, у результаті чого ступінь під дією місячного тяжіння вийшов на геліоцентричну орбіту, де перебуває й досі.
Під час телевізійного сеансу на 55 годині польоту Армстронг і Олдрін перейшли в місячний модуль для першої перевірки бортових систем.

### Посадка на Місяць

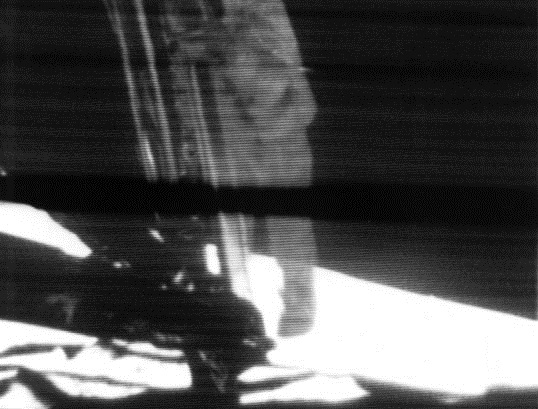
Телевізійна камера Аполлона показує Ніла Армстронга, коли він спускається на поверхню

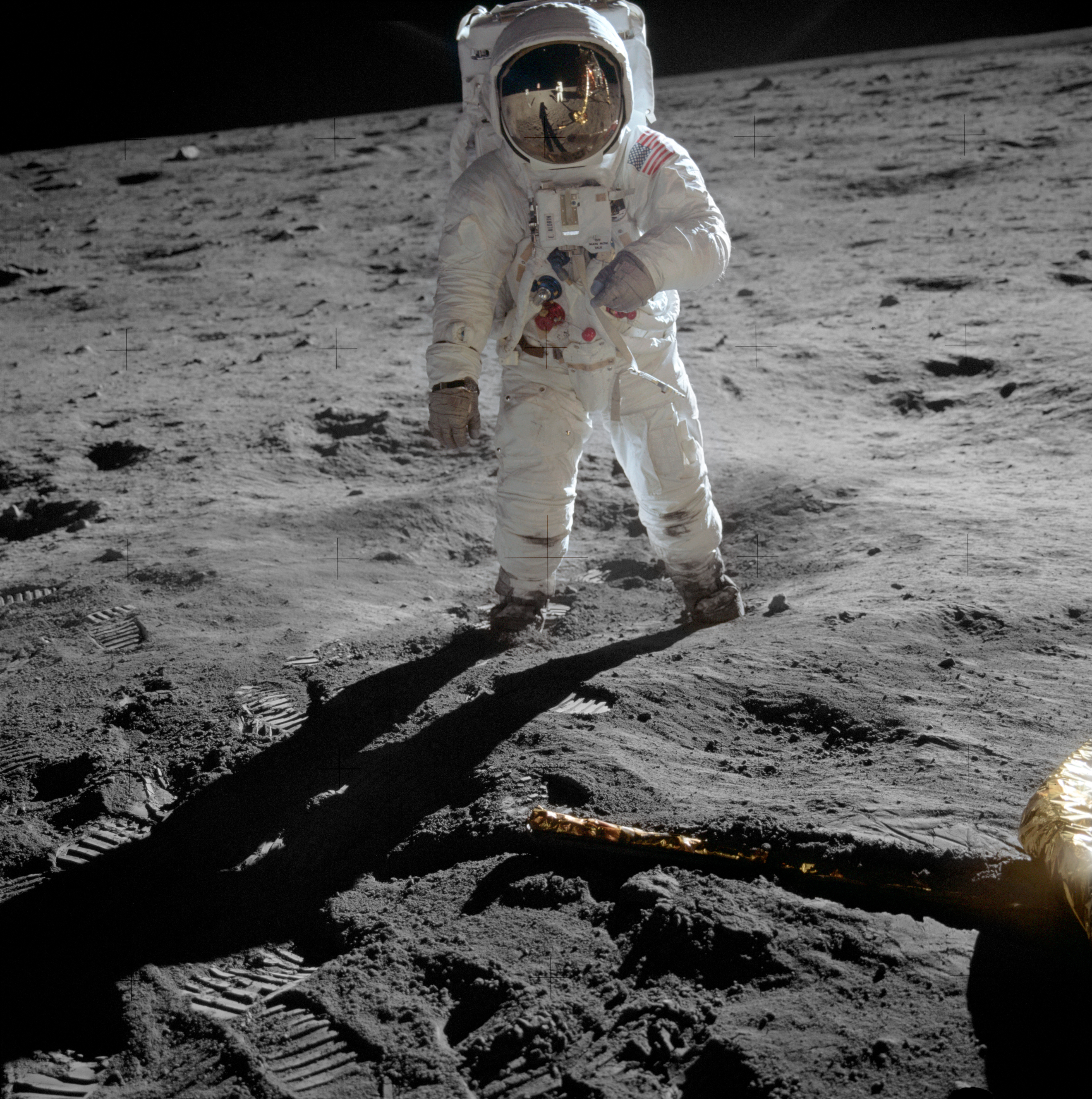
Базз Олдрін позує на Місяці, даючи Армстронгу змогу сфотографувати його і власне відображення у шоломі Базза.

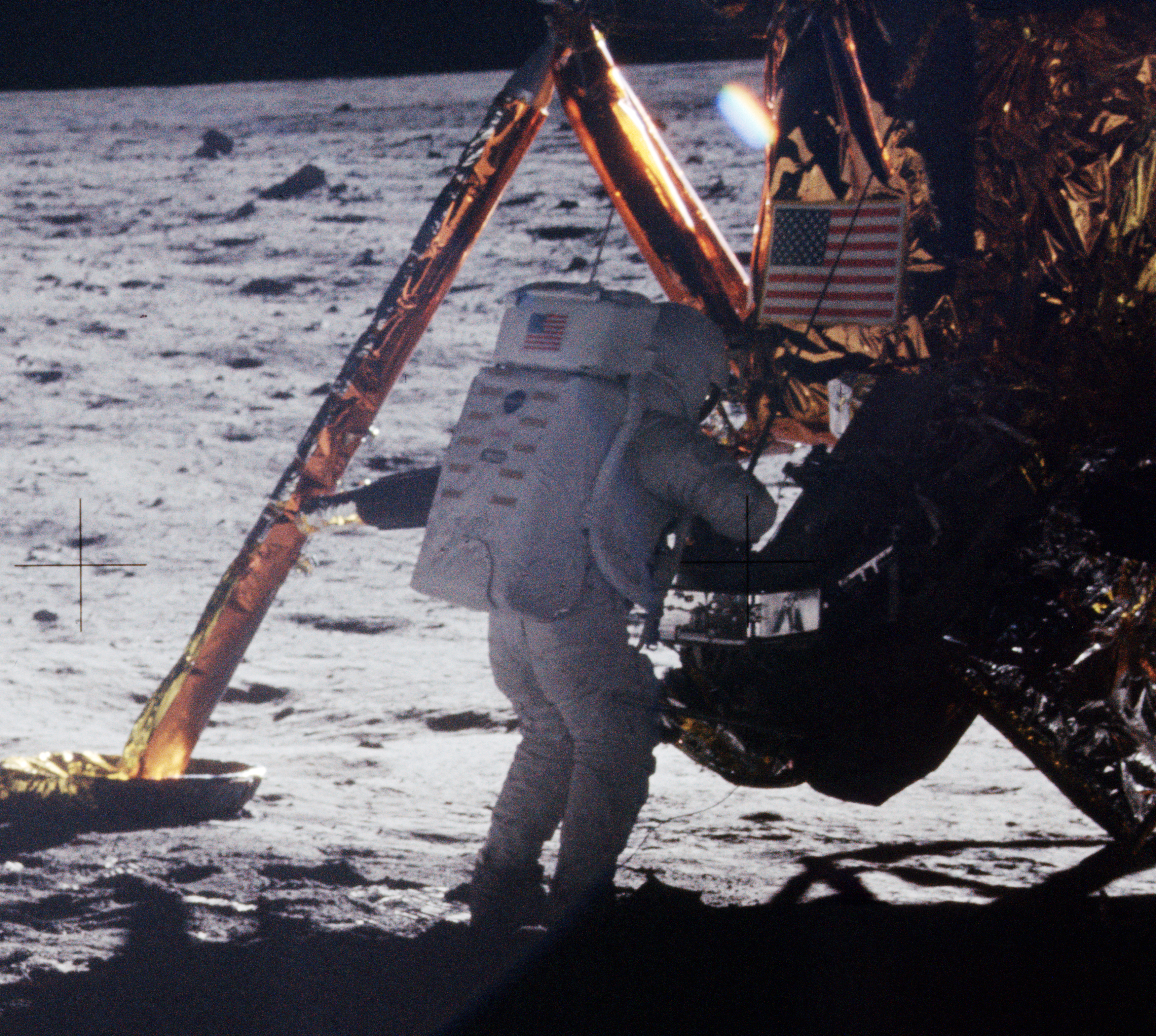
Ніл Армстронг працює біля місячного модуля.

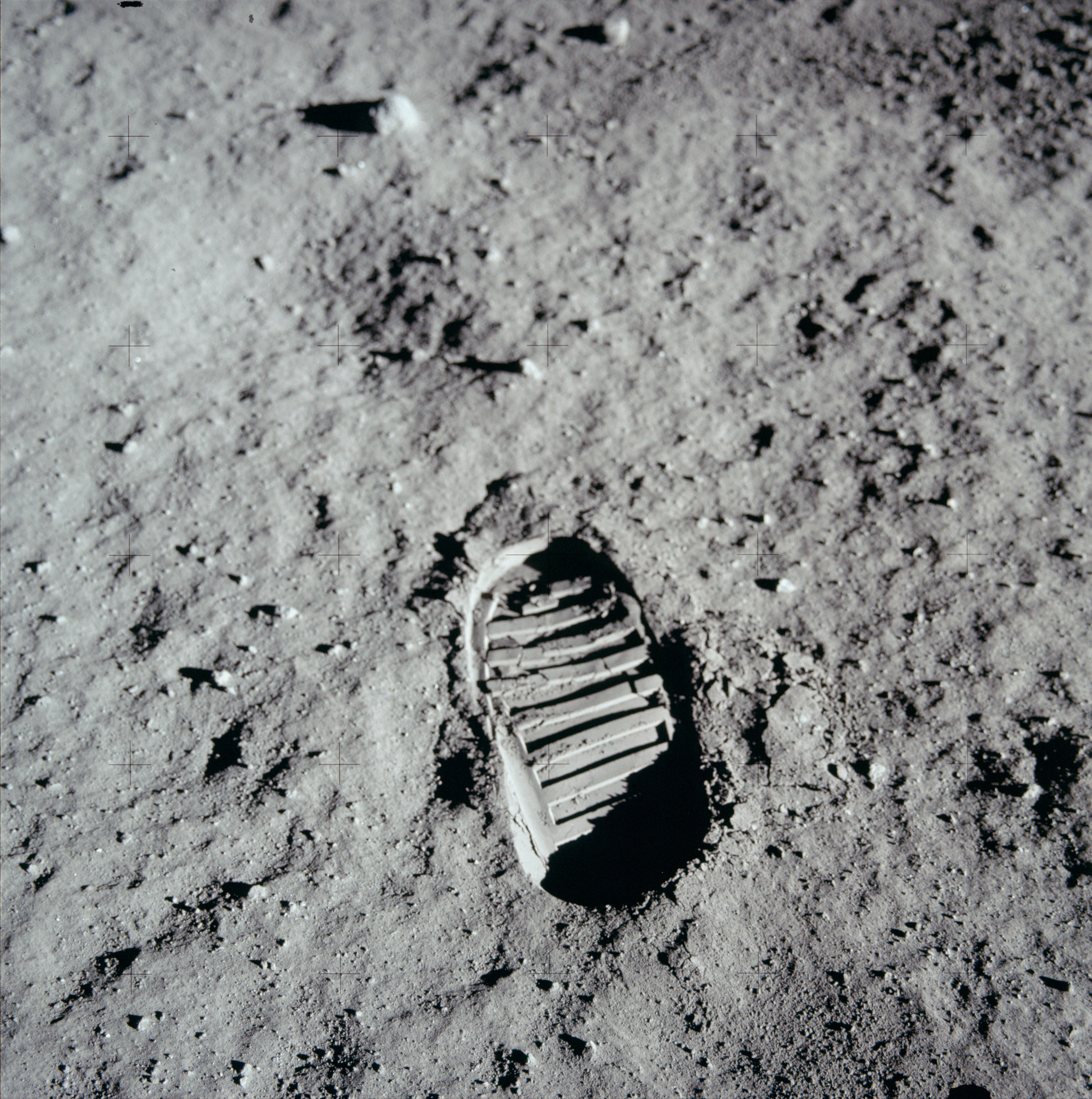
Відбиток черевика Базза Олдріна. Є частиною експерименту з вивчення властивостей реголіту.

Корабель досяг місячної орбіти через 76 годин після старту. Після цього Армстронг і Олдрін почали готуватися до розстикування місячного модуля для висадки на місячну поверхню.
Командний і місячний модулі були розстиковані приблизно через 100 годин після старту. Можливо було використовувати автоматичні програми до моменту посадки, однак Армстронг ще до польоту вирішив, що на висоті близько 100 м над місячною поверхнею він перейде на напівавтоматичну програму управління. Він сказав: «Автоматика не знає, як обирати майданчики для посадки». Фактично Армстронг перейшов на ручний режим управління спуском набагато раніше, бо бортовий комп'ютер працював із перевантаженням і світився аварійний сигнал (червона лампа), що нервувало екіпаж. Рішення здійснити посадку на Місяць попри цей сигнал згодом було вшановано спеціальною нагородою НАСА.
Пізніше було встановлено, що перевантаження комп'ютера спричинили одночасна робота програми посадки (90 % потужності) і управління радіолокатором, який забезпечував зустріч із командним модулем на орбіті (14 % потужності).
Необхідність перейти на напівавтоматичну програму посадки виникла внаслідок руху корабля на посадку у кратер діаметром близько 180 м, заповнений великим камінням, що здійснювала автоматична програма. Армстронг вирішив перелетіти цей кратер, побоюючись, що посадка за таких умов може бути невдалою або навіть у випадку успіху ускладнить вихід на поверхню Місяця і виконання задачі екіпажу на поверхні.
Посадка на місячну поверхню здійснювалась у п'ять етапів.
- I (тривалість етапу 56 хв 25 с) — «спуск» зі 111 км до 15 км (наближення до Місяця).
- II (8 хв 24 с) — зниження з 15 км до 2,3 км (над поверхнею).
- III (1 хв 42 с) — зниження з 2,3 км до 230 м (видно рельєфу поверхні).
- IV (1 хв 8 с) — вибір майданчика зі 230 м до 155 м (помітні деталі рельєфу).
- V (40 с) — примісячення на обраний майданчик (помітні деталі майданчика).

Місячний модуль здійснив посадку в Море Спокою 20 липня о 20 годині 17 хвилин 42 секунди за Гринвічем. У момент посадки Армстронг передав:
Х'юстон, говорить База Спокою. «Орел» сів.

### Перебування на Місяці
Астронавти спершу виконали операції, які імітували старт з Місяця, щоб переконатися у справності відповідних систем. Зовнішня бортова камера, встановлена на місячному модулі, забезпечила пряму трансляцію виходу Армстронга на місячну поверхню. Армстронг спустився на поверхню Місяця 21 липня 1969 року о 2 годині 56 хвилин 20 секунд за Гринвічем. Зробивши крок з драбинки місячного модулю на поверхню Місяця, він вимовив знамениту фразу:
Це один маленький крок для людини, але гігантський стрибок для всього людства.
Олдрін вийшов на поверхню Місяця через 15 хвилин після Армстронга. Олдрін випробував різні способи швидкого пересування поверхнею Місяця. Найдоцільнішою астронавти визнали звичайну ходьбу. Астронавти пройшлися поверхнею, зібрали зразки місячного ґрунту і установили телевізійну камеру. Потім астронавти установили прапор США (Конгрес США до польоту відкинув пропозицію НАСА встановити на Місяці прапор ООН замість національного), провели двохвилинний сеанс зв'язку з президентом Річардом Ніксоном, установили на поверхні Місяця наукові прилади (сейсмометр і відбивач лазерного променя). Після встановлення приладів астронавти додатково зібрали зразки місячного ґрунту і повернулися на модуль.
При ресурсі автономної системи життєзабезпечення близько 4 годин, Олдрін пробув на поверхні Місяця понад 1,5 години, Армстронг — приблизно 2 години 10 хвилин.
Після повернення до місячної кабіни астронавти склали непотрібні речі у мішок, розгерметизували кабіну і викинули мішок на поверхню Місяця. Надалі астронавти перевірили бортові системи, поїли і поспали близько 7 годин.

### Старт з Місяця

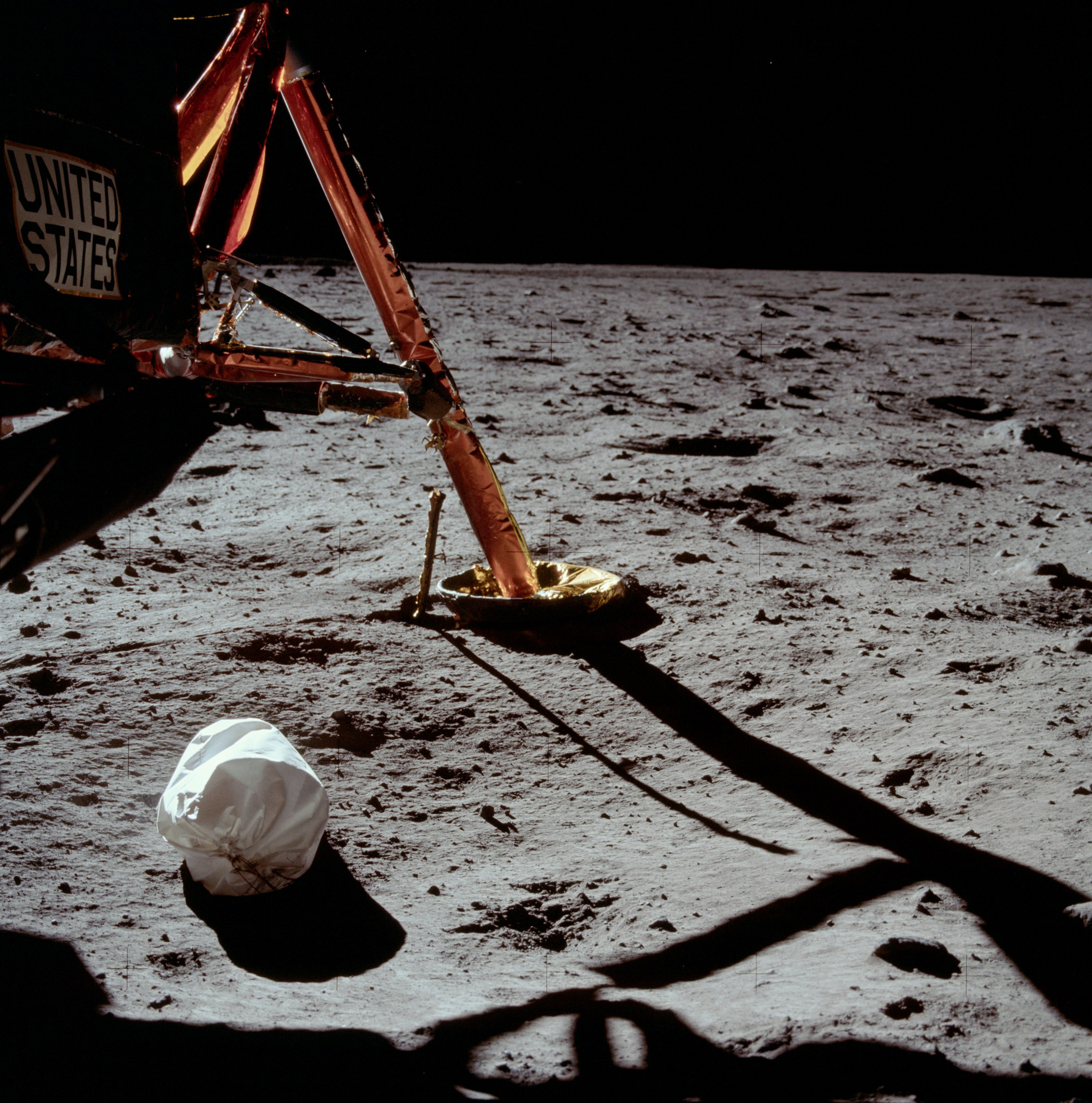
Перша фотографія, зроблена Нілом Армстронгом на Місяці.

Після ще одного вживання їжі астронавтами, на 125-й годині польотного часу, відбувся старт з Місяця злітного ступеня місячного модуля.
Загальна тривалість перебування місячного модуля на поверхні Місяця — 21 година 36 хвилин.

На посадковому ступені, що залишився на Місяці, закріплена табличка з вигравіруваною на ній мапою півкуль Землі і словами:
Тут люди з планети Земля вперше ступили на Місяць. Липень 1969 р. нової ери. Ми прийшли з миром від імені всього Людства.
Під цими словами вигравірувані підписи трьох астронавтів корабля «Аполлон-11» і президента Ніксона.

### Стикування
Після виходу злітного ступеня на селеноцентричну орбіту стикування з командним модулем відбулося на 128-й годині польотного часу. Екіпаж місячного модуля взяв зразки місячного ґрунту, зібрані на Місяці, і перейшов у командний модуль, злітний ступінь було відстиковано і командний модуль стартував на Землю. Розділення відсіків командного модуля виконали на 195-ій годині польоту.

### Приводнення на Землю
Відсік екіпажу приводнився в Тихому океані приблизно за 20 км від авіаносця «Хорнет» через 195 годин 15 хвилин 21 секунду від початку експедиції.
Екіпаж підняли на борт гвинтокрила і доставили на авіаносець через 63 хвилини після приводнення. Астронавти з вертольота перейшли у карантинний фургон, де на них чекали лікар і технік.
На авіаносець для зустрічі астронавтів прибули президент Ніксон, директор НАСА Томас Пейн, а також астронавт Френк Борман. Президент Ніксон звернувся до астронавтів, які перебували в цей час у карантинному фургоні, з промовою-вітанням.

## Після польоту
Астронавти перебували у карантині 21 день (з моменту старту з Місяця). З першого ж дня перебування на Землі екіпаж почав звітувати про політ і одночасно проходив медичне обстеження. Ці обстеження, а також аналіз зразків місячних порід не виявили позаземних мікроорганізмів. Після одержання таких результатів карантин було знято.
13 серпня 1969 року відбулася урочиста зустріч астронавтів у Нью-Йорку, потім Чикаго і Лос-Анджелесі.
16 вересня відбувся прийом екіпажу «Аполлона-11» у Конгресі США. Цього дня Конгрес затвердив нову державну нагороду США — Почесну медаль Конгресу за освоєння космосу.

## Результати польоту
НАСА підкреслювало, що основні задачі місії — вирішення інженерно-технічних проблем досягнення Місяця, посадка на його поверхню, вихід екіпажу та пересування на Місяці тощо. Усі ці цілі були досягнуті.
Крім того, важливим є наукове значення польоту (яке не вважалося головним) — встановлення дослідницьких приладів, збір зразків ґрунту Місяця, багатий матеріал з практичної космонавтики, проблем життєзабезпечення космонавтів.
Загальна маса зразків місячного ґрунту, доставлених на Землю — 24,9 кг при максимально допустимій масі 59 кг.

## Наукові результати місії

### Місячна геологія

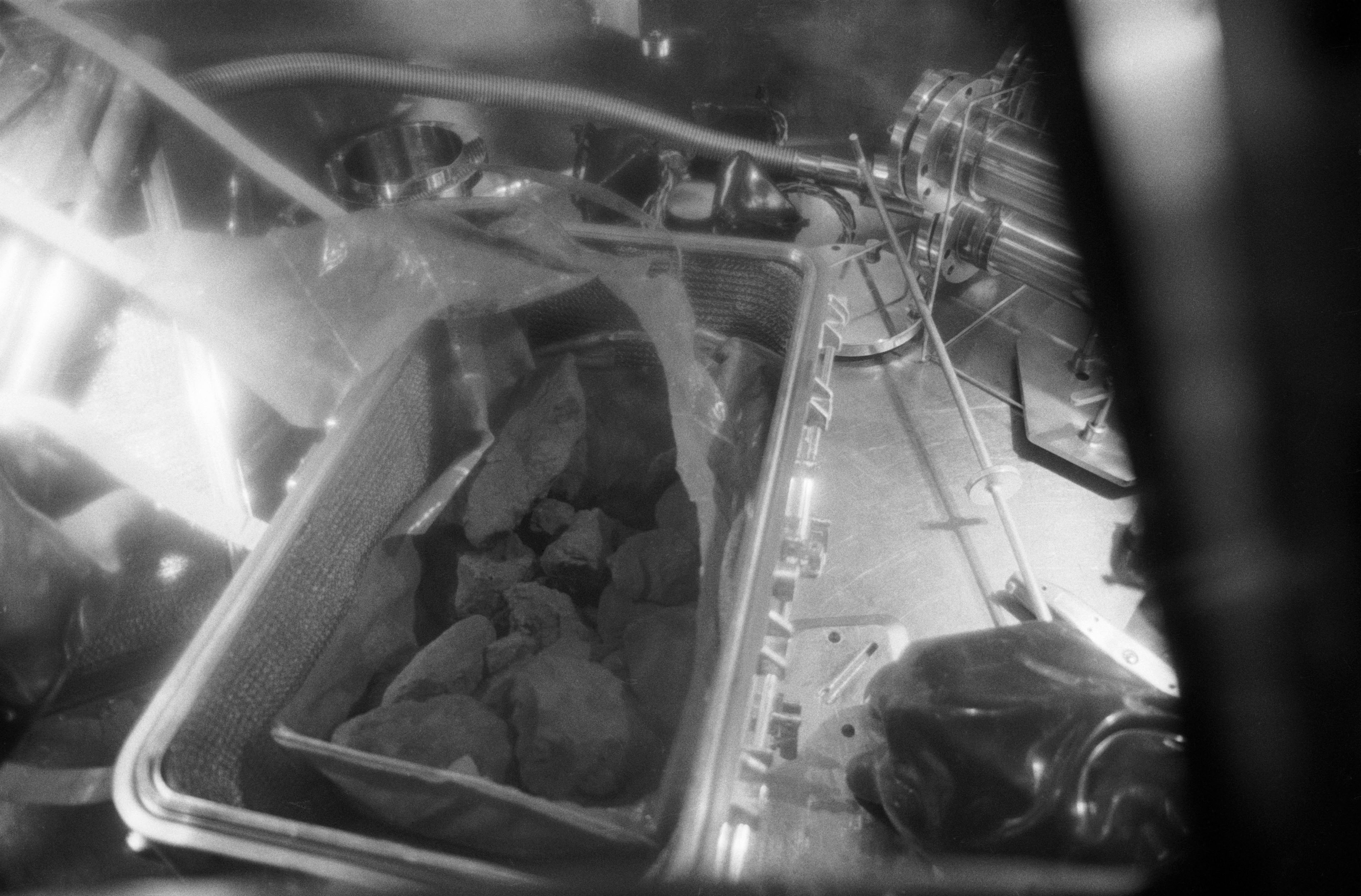
Місячні камені в місячній приймальній лабораторії.

5 січня 1970 року у Х'юстоні відкрилася перша Конференція з вивчення Місяця (англ. Lunar Science Conference). На неї зібралися кілька сотень учених, зокрема 142 основні дослідники, які отримали від НАСА зразки місячного ґрунту. Вони представили перші результати своєї роботи. З доповідей випливало, що серед зразків, привезених астронавтами «Аполлона-11», були базальти, що сформувалися плавленням, а також брекчії.
Більшість дрібних фрагментів були такими самими, як велике каміння, але невелика кількість зовсім не були на них схожі і, можливо, потрапили на місце посадки з розташованих поблизу високогірних районів. Властивості місячної породи говорили, що вона сформувалася при високих температурах, за умов повної відсутності кисню та води.
Були ідентифіковані 20 мінералів, відомих на Землі, що говорило на користь єдиного джерела походження обох небесних тіл. Водночас було виявлено три нові мінерали, відсутні на Землі. Один із них назвали армолколітом (за першими літерами прізвищ астронавтів).
Вік місячних зразків був різним. Базальти з району Бази Спокою мали вік 3—4 млрд років, одночасно в ґрунті були присутні частинки, які могли утворитися 4,6 млрд років тому. Це вказувало на те, що поверхня Місяця була сформована більш ніж однією катастрофічною подією.
Проби, взяті з глибини, показали, що колись цей ґрунт перебував на поверхні. При цьому вивчення ізотопів, що утворилися в результаті бомбардування космічним промінням, виявило, що зразки, привезені астронавтами, перебували у безпосередній близькості від поверхні Місяця щонайменше протягом останніх 10 млн років.
Хімічний склад місячних базальтів виявився відмінним від земних. У них було менше летких елементів, як-от натрій, але набагато більше титану. Вражаючою для вчених виявилась майже повна відсутність у місячних базальтах такого рідкісноземельного елементу, як європій.
Пошуки можливих слідів життя виявилися безрезультатними. Вуглець та деякі його сполуки були виявлені, але жодних молекул, які могли б бути ідентифіковані як такі, що походять від живих організмів, знайдено не було. Інтенсивний пошук живих або викопних решток мікроорганізмів не дав жодних результатів.
Конференція показала, що попередні результати вивчення місячних порід, доставлених на Землю, поставили більше питань, ніж дали відповідей. Проблему походження Місяця не було розв'язано. Стало зрозуміло, що поверхня Місяця неоднорідна за складом та віком і що необхідно отримати та вивчити матеріал не з одного, а з кількох різних районів.

## Цікаві факти
Загалом Радянський Союз на той час випереджав США у більшості космічних сфер, і освоєння космосу відбувалося в рамках гострого політичного суперництва (космічні перегони). Лише розробка програми «Аполлон» дала США змогу наздогнати СРСР.
Армстронг згадав драматичний момент під час польоту на «Аполлоні», коли астронавтам повідомили, що радянський космічний апарат «Луна-15» вийшов на орбіту Місяця. На борту в нього не було екіпажу, — згадував Армстронг, — але його секретне завдання полягало в тому, щоб сісти, зібрати зразки ґрунту, відправити їх назад на Землю і дозволити Совєтам заявити про свою перемогу — перші шматки Місяця, доставлені на Землю людьми.
«Луна-15» не впоралася із завданням і зазнала аварії 21 липня 1969 року — через день після того, як американські астронавти зробили перші кроки місячною поверхнею.
Це був перший випадок співпраці між Сполученими Штатами і Радянським Союзом у сфері освоєння космосу. Москва надала американському центру управління польотами в Х'юстоні траєкторію руху «Луни-15», щоб не допустити перетину орбіт двох космічних апаратів. За словами Армстронга, саме тоді конкуренція почала перетворюватися на співпрацю, і результатом стало «видатне національне досягнення для обох сторін».

## Фото-галерея

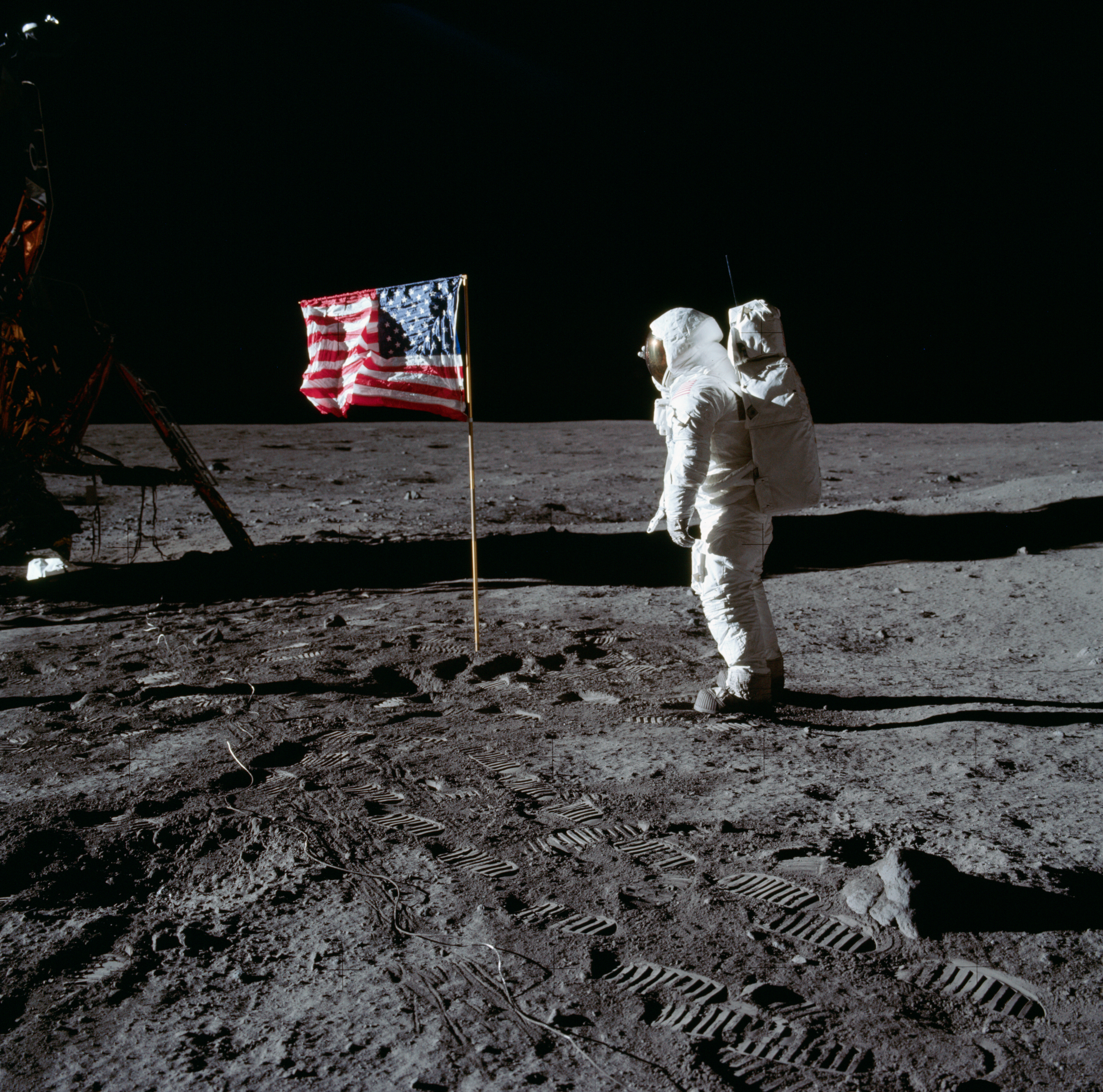
Олдрін віддає почесть прапору США.
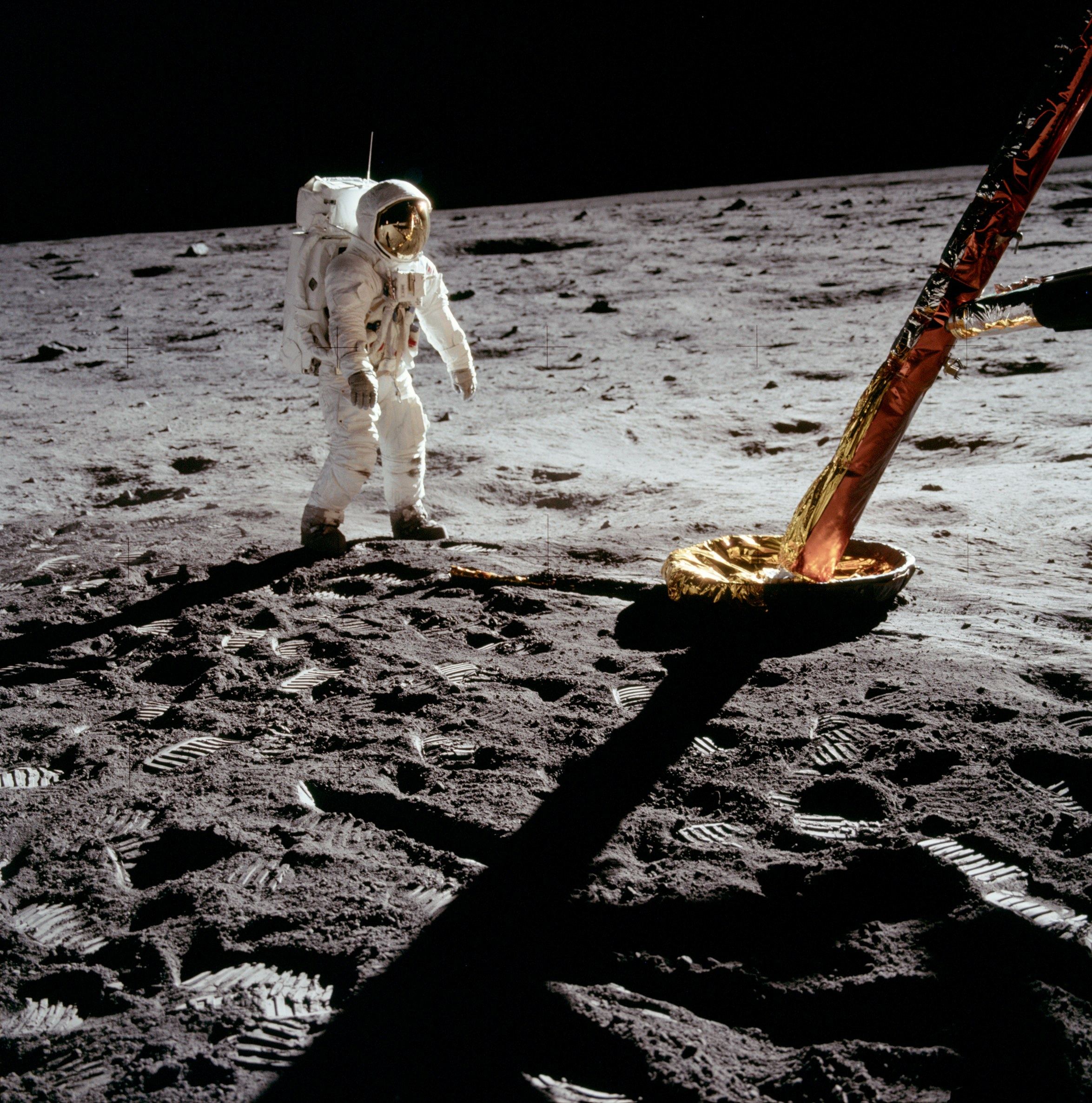
Олдрін перевіряє посадкове обладнання місячного модуля.
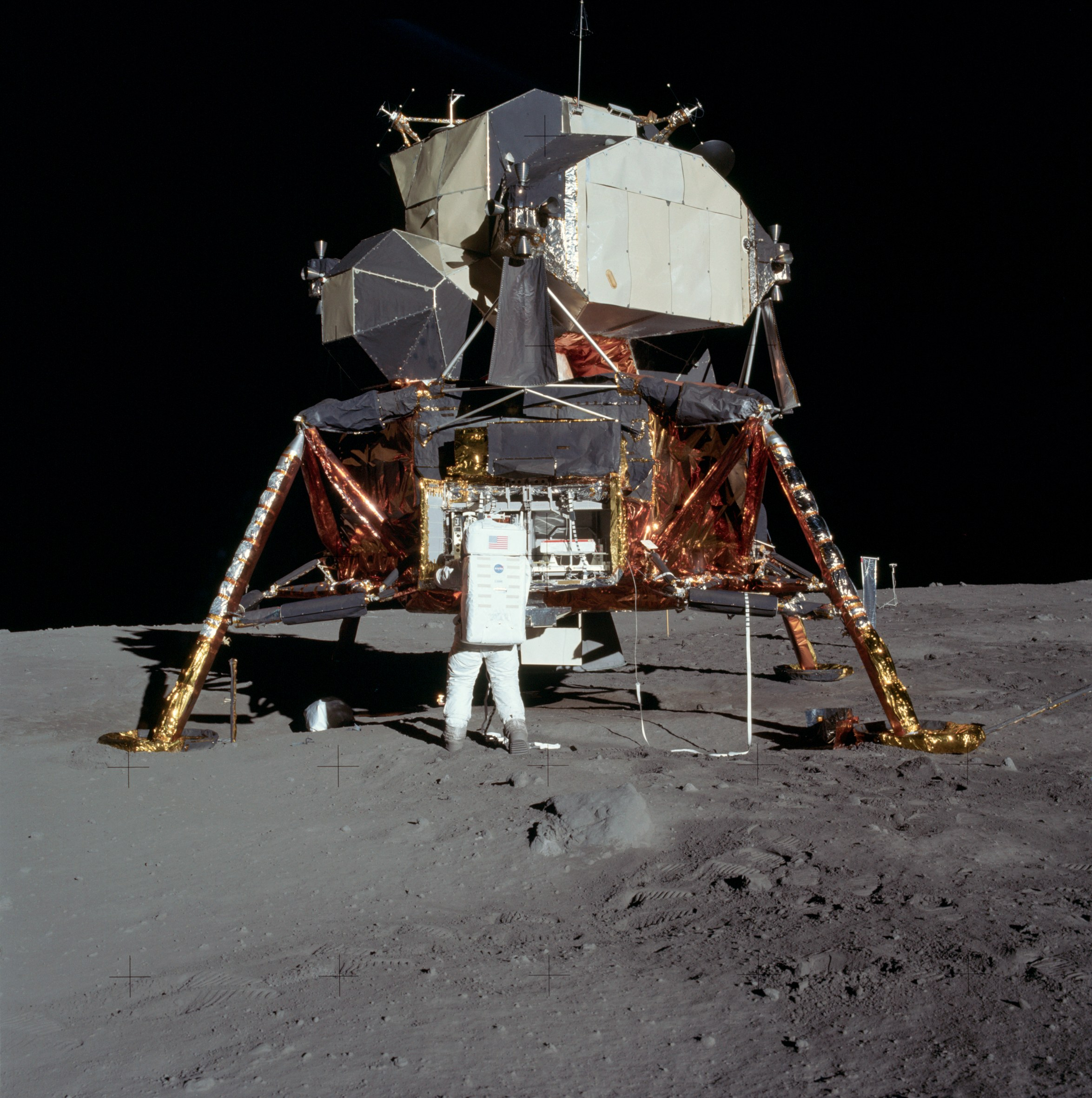
Олдрін виймає сейсмометр із вантажного відсіку місячного модуля.
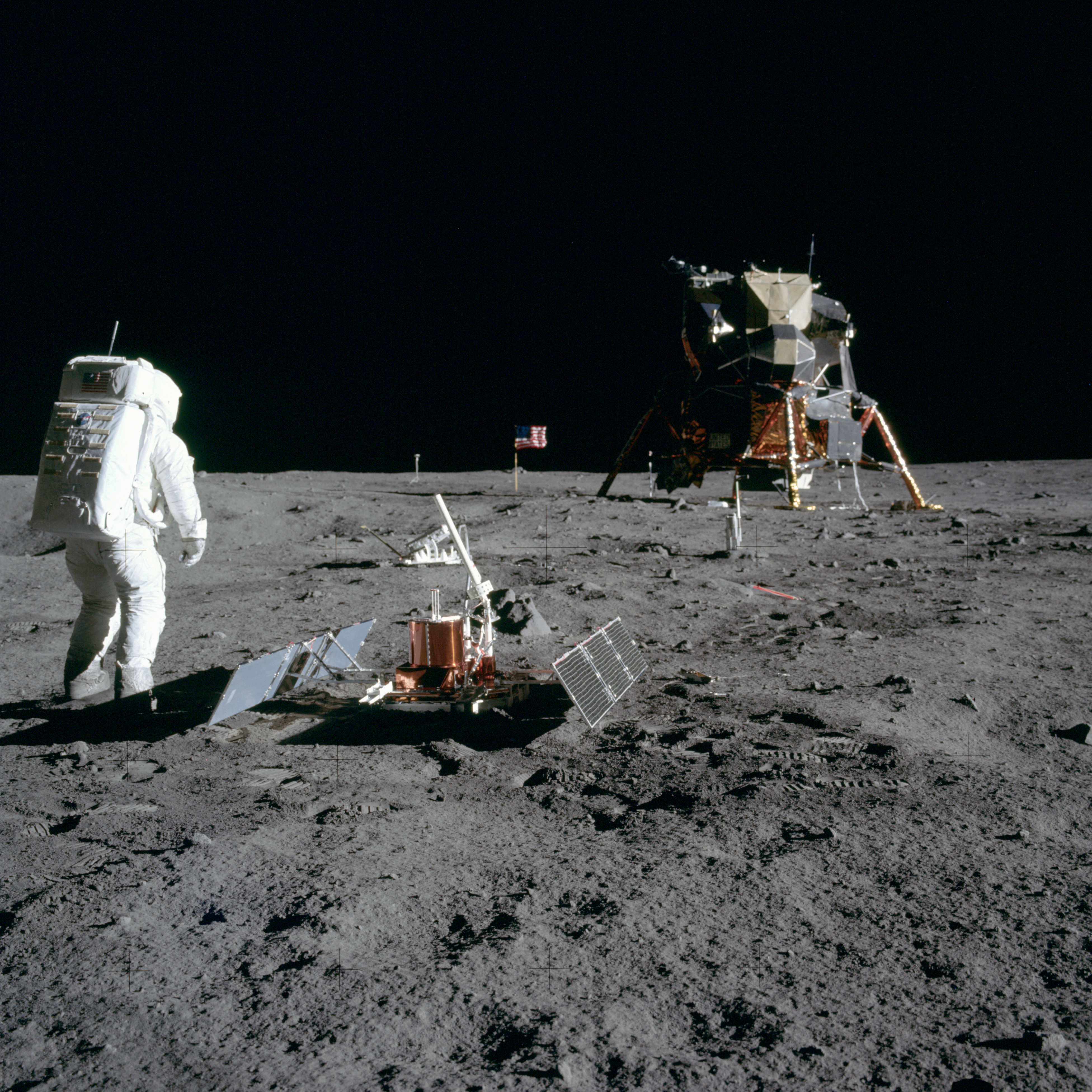
Олдрін біля сейсмометра. Місячний модуль на задньому тлі.
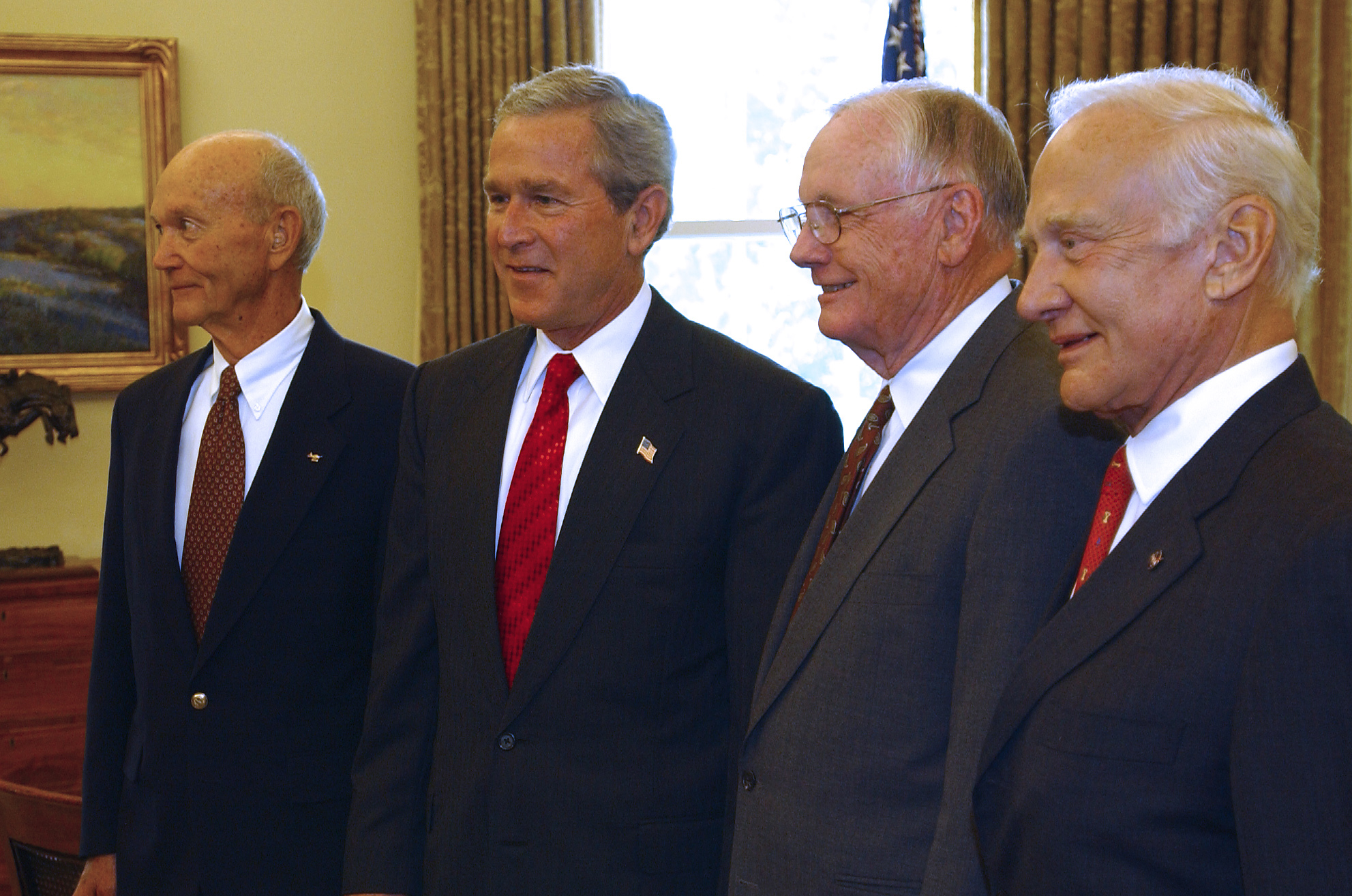
Екіпаж «Аполлон-11» у Білому Домі зустрічається з Джорджем Бушем у 2004 році.
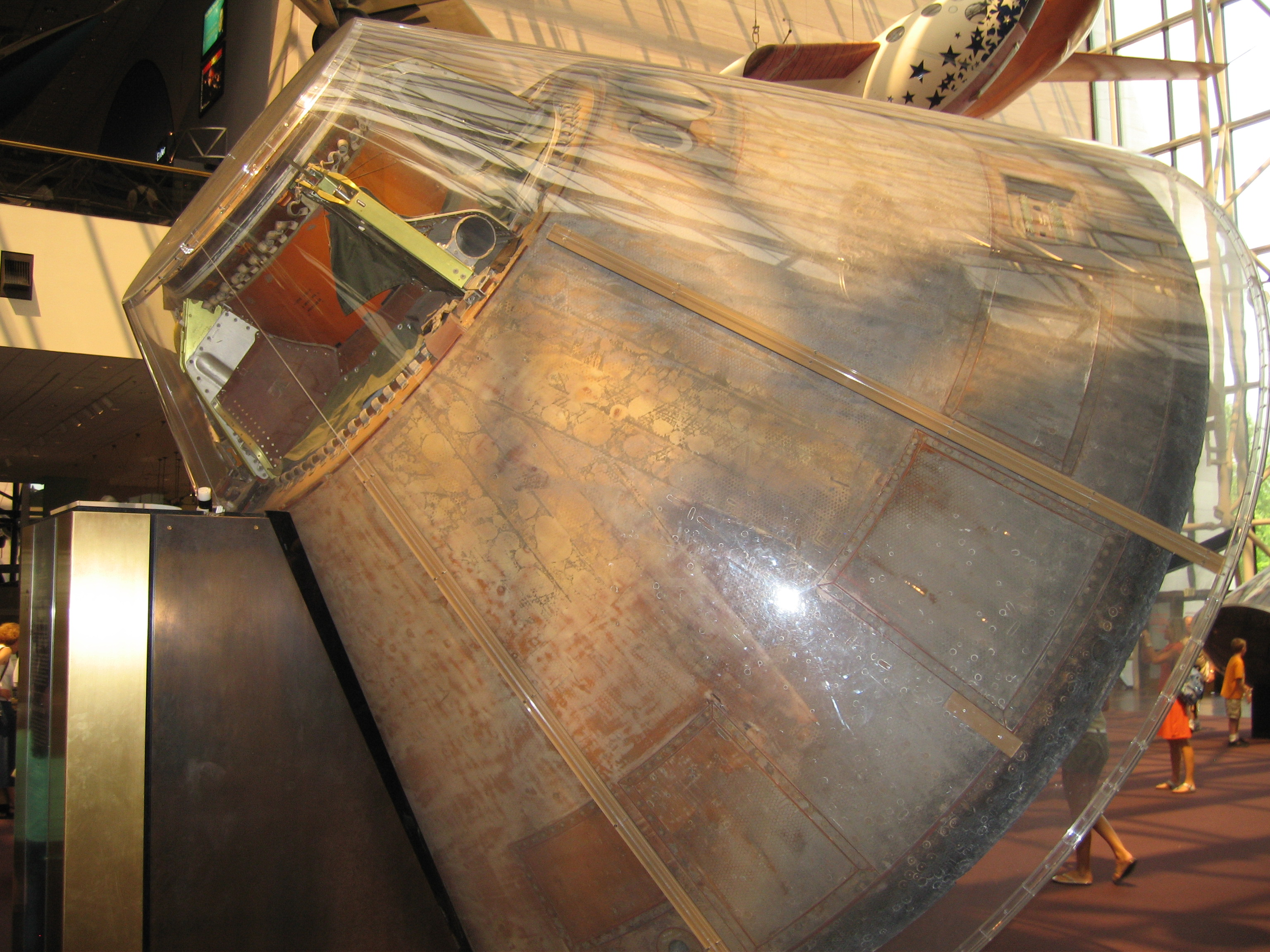
Командний модуль у Національному аерокосмічному музеї.
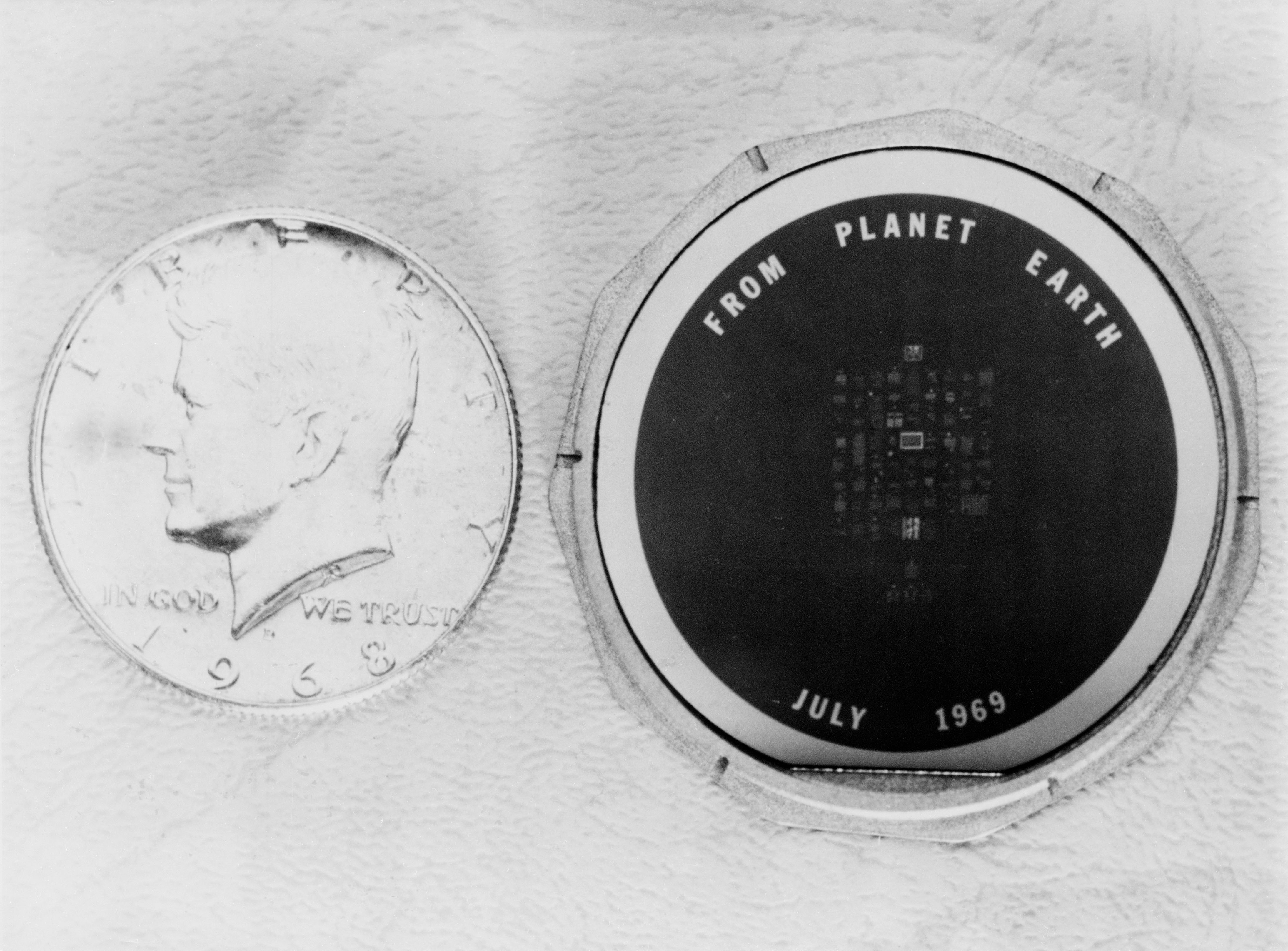
Кремнієвий диск, залишений на Місяці Баззом Олдріном.

## Виноски
1. 1 2  Wilhelms, Don E. (1993). Tranquillity Base 1969 (PDF). To a Rocky Moon: A Geologist's History of Lunar Exploration (англійською) . University of Arizona Press. с. P. 210. Архів (PDF) оригіналу за 21 червня 2012. Процитовано 19 березня 2012. {{cite web}}: |pages= має зайвий текст (довідка)
2. 1 2  Compton, William David (1989). Where No Man Has Gone Before: A History of Apollo Lunar Exploration Missions (PDF) (англійською) . NASA. с. P. 189 — 191. Архів (PDF) оригіналу за 21 червня 2012. Процитовано 19 березня 2012. {{cite web}}: |pages= має зайвий текст (довідка)
3. ↑  Ніл Армстронг вважає, що холодна війна проклала дорогу на Місяць [Архівовано 28 серпня 2012 у Wayback Machine.] — (Radio Free Europe / Radio Liberty)(англ.)

### Мультимедіа
- Бібліотека зображень Аполлона-11 [Архівовано 14 вересня 2008 у Wayback Machine.](англ.)
- Карти подорожей космонавтів Місяцем [Архівовано 24 квітня 2014 у Wayback Machine.](англ.)
- Google Moon [Архівовано 30 серпня 2007 у Wayback Machine.] з позначенням місць посадок Аполлонів(англ.)
- Панорами поверхні Місяця з польотів Аполлонів [Архівовано 28 серпня 2008 у Wayback Machine.](англ.)
- Архів зображень з програми Аполлон [Архівовано 27 серпня 2011 у Wayback Machine.](англ.)